# مقاطعة لاوث
مقاطعة لاوث هي إحدى مقاطعات أيرلندا الستة والعشرين.

## روابط إيضافية
- Omeath Online - Official Site of Omeath, Co. Louth
- Carlingford Online - Carlingford Local and Tourist Site
- Dunleer Parish
- Louth Local Authorities
- Drogheda Tourism - Official Site of the Drogheda Tourist Office

## أعلام
- ويليام بويل
- ويليام هاميلتون
- توماس ميرفي
- مايكل بيل
- جون بريكل